# 巴里尼塔斯

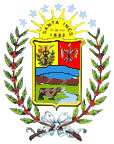

巴里尼塔斯（西班牙語：Barinitas），是委內瑞拉的城鎮，位於該國西部巴里納斯州，是博利瓦市的首府，處於梅里達山脈山腳，始建於1628年6月26日，主要經濟活動有農業和畜牧業。